# 叶青 (校长)
叶青（1963年—），男，江苏无锡人，中国政法大学法学博士，刑事诉讼法学、诉讼证据法学和中外司法制度教学与研究为其专长。华东政法大学刑事诉讼法教授、博导、诉讼法学研究中心主任。曾任上海社会科学院副院长、上海社科院法学研究所所长、华东政法大学副校长。2015年7月就任华东政法大学校长。

## 头衔
兼任以下职务：
- 中国刑事诉讼法学研究会理事
- 上海市法学会理事
- 上海市诉讼法学研究会副总干事
- 中国高级检察官培训中心（上海）客座教授
- 上海律师学院特聘教授
- 上海市人民检察院特约研究员
- 上海市第一、二中级人民法院专家咨询员